# Virsbo
Virsbo (lub Wirsbo) – miejscowość (tätort) w środkowej Szwecji, w regionie administracyjnym (län) Västmanland (gmina Surahammar).
W 2015 roku Virsbo liczyło 1329 mieszkańców.

## Położenie
Położona w prowincji historycznej (landskap) Västmanland, ok. 45 km na północny zachód od Västerås nad kanałem Strömsholm, pomiędzy jeziorami Åmänningen od północy i Virsbosjön od południa. Na zachód od miejscowości przebiega droga krajowa nr 66 (Riksväg 66; Västerås – granica norweska na zachód od Sälen). Virsbo jest stacją przy linii kolejowej Bergslagspendeln (Ludvika – Fagersta – Kolbäck).

## Historia
W 1580 roku Pontus De la Gardie otrzymał w darze od króla Jana III okolice współczesnej miejscowości, której historia związana jest od 1 poł. XVII w. z produkcją i obróbką metali. Pierwszą hamernię przy rzece Kolbäcksån, pomiędzy jeziorami Åmänningen i Virsbosjön, założono w 1620 roku. Cztery lata później powstała druga kuźnica. W 1657 roku Virsbo (wówczas Wirsbo) zmieniło właściciela. Działające kuźnice zostały rozbudowane. W XX w. zakłady metalurgiczne Wirsbo Bruk zostały przeniesione do obszaru przemysłowego Nordanö, na wschód od centrum miejscowości.

## Demografia
Liczba ludności tätortu Virsbo w latach 1960–2015: